# Graham Jones
Graham Jones (Cheadle, 28 ottobre 1957) è un ex ciclista su strada britannico, professionista dal 1979 al 1988.
Scalatore, oltre a cogliere successi in gare minori fu secondo alla Clásica San Sebastián e al Giro del Mediterraneo nel 1981 e alla Omloop Het Volk nel 1982.

## Carriera

### Gli esordi
Cresciuto nelle vicinanze di Manchester, intraprese l'attività ciclistica da adolescente, iscrivendosi, a quindici anni, all'Abbotsford Park Road Club di Fallowfield. Pur non ottenendo inizialmente buoni risultati, proseguì con l'attività fino a cogliere, nel 1974, la sua prima affermazione durante una corsa per juniores a Macclesfield. Nel 1976 si recò nei Paesi Bassi per prendere parte alle competizioni ciclistiche (perlopiù criterium) e confrontarsi con nuovi avversari, rimanendovi cinque mesi. Nel 1977 si trasferì in Belgio ed in stagione, oltre a vincere cinque corse, prese parte con la nazionale britannica alla Corsa della Pace, sua prima importante corsa a tappe di livello internazionale, e ai campionati del mondo in Venezuela.
Nel 1978 venne tesserato dalla formazione francese Athletic Club de Boulogne-Billencourt (ACBB), compagine dilettantistica con cui intraprese una stagione ricca di successi (quindici), fra cui quelli nella Paris-Troyes, importante classica francese di categoria, e il Grand Prix des Nations per dilettanti, prestigiosa gara a cronometro. Tutti questi risultati, unitamente alla vittoria del Trofeo Merlin Plage come miglior dilettante in Francia, gli valsero per il 1979 la chiamata al professionismo, per di più con una della più importanti squadre dell'epoca, la Peugeot-Esso-Michelin, nella quale trovò come compagni di squadra Jean-Luc Vandenbroucke e i più esperti Bernard Thévenet e Hennie Kuiper.

### 1979-1982: gli anni alla Peugeot
Al suo primo anno da professionista arrivò secondo alla sua prima gara, il Grand Prix Saint-Raphael, dietro il belga Roger Rosiers, inoltre prese subito parte ad importanti competizioni, quali Freccia Vallone e Amstel Gold Race, che riuscì a concludere pur se non nelle prime posizioni. Fra i buoni risultati di quella prima parte di stagione bisogna poi ricordare il quinto posto al Critérium International vinto da Joop Zoetemelk davanti a Bernard Hinault, il settimo posto al Grand Prix Pino Cerami ed il quinto posto al campionato nazionale; la seconda parte di annata lo vide invece colpito da malattia.
La stagione seguente, pur iniziata con un infortunio al ginocchio che lo costrinse a sottoporsi a un intervento, lo vide impegnato per la prima volta in una grande corsa a tappe, il Tour de France; in quella Grande Boucle, gareggiando come gregario di Kuiper, ottenne solo risultati di rincalzo. A fine stagione prese inoltre parte, tra le altre, alla Parigi-Tours e al Giro di Lombardia, concluso all'undicesimo posto. Nel 1981 raggiunse una maggior continuità, senza soffrire di problemi fisici. Corse nuovamente il Tour de France, in appoggio al capitano Jean-René Bernaudeau, concludendo la gara al ventesimo posto: sarà questa la sua migliore prestazione in classifica generale in una grande corsa a tappe; in quella stessa edizione vinse, con la sua Peugeot, il titolo a squadre, vestendo in gara il berretto giallo distintivo. La stagione di Jones fu ricca di piazzamenti importanti: in Spagna fu secondo dietro Marino Lejarreta nella prima edizione della Clásica San Sebastián, e terzo nella Subida a Arrate; in Francia chiuse al secondo posto il Giro del Mediterraneo, al quinto il Tour du Haut-Var ed il Grand Prix de Monaco, mentre fu sesto nel Tour de Corse; salì inoltre sul podio del campionato nazionale in linea.
Nel 1982 la sua stagione venne seriamente compromessa da una serie di sfortunati eventi che gli impedirono di partecipare alle competizioni più importanti; fu comunque in questa stagione che colse i suoi primi successi da professionista aggiudicandosi una piccola corsa in Galles e il British Wool Grand Prix a Bradford. Tuttavia la sua impresa più significativa fu alla Omloop Het Volk, che concluse al secondo posto, alle spalle di Alfons De Wolf, dopo essersi riportato su un gruppo di fuggitivi che comprendeva ciclisti del calibro di Sean Kelly, Roger De Vlaeminck, Jan Raas e Eddy Planckaert.

### 1983-1988: le ultime stagioni
Il 1983 seguì Bernaudeau, insieme ad altri gregari ex-Peugeot, alla Wolber-Spidel. Fu il suo ultimo anno ad alti livelli: ottenne due noni posti in brevi ma importanti corse a tappe francesi quali la Parigi-Nizza e il Giro del Mediterraneo, e partecipò sia al Giro d'Italia che al Tour de France; fu comunque ancora sfortunato, dato che un incidente in settembre gli procurò la frattura di diverse costole. Nel 1984 passò alla Système U, sempre come gregario di Bernaudeau: in stagione subì un incidente in allenamento e fu costretto a uno stop di sei settimane, prese comunque poi parte al Tour de France, ritirandosi.
Nel 1985 decise di tornare in patria e di firmare per una squadra professionistica britannica, la Ever Ready-Marlboro, con la quale ottenne buoni piazzamenti nelle corse nazionali. Nel 1986 trovò un contratto con la nuova formazione ANC-Halfords, imponendosi in una frazione del Mercian Two-Day e tornando anche con buona regolarità alle gare sul Continente; l'anno dopo, con il team ANC-Lycra, riuscì anche a partecipare per l'ultima volta al Tour de France, dovendo però ancora ritirarsi. Abbandonò le competizioni dopo un'ultima stagione, quella 1988, con la Emmelle-MBK.

## Palmarès
- 1977 (dilettanti)

Mike Tyzak Memorial
Grand Prix Essex
Ormskirk-Circuit of Ashurst
- 1978 (dilettanti)

Grand Prix de France
Grand Prix des Nations amateurs
Paris-Évreux
Paris-Troyes
Grand Prix de Toulone
Grand Prix de Saint Maxime
Paris-Vierzon
Prologo Sealik Race
- 1982

Tour of Delyn
British Wool Grand Prix - London-Bradford
- 1986

1ª tappa Mercian Two-Day

### Altri successi
- 1977 (dilettanti)

Criterium di Anvaing
Criterium di Tielt
- 1978 (dilettanti)

Merlin-Plage Palme d'or Merlin Plage (criterium)

## Piazzamenti

### Grandi Giri
- Tour de France

1980: 49º
1981: 20º
1983: 69º
1984: ritirato
1987: ritirato
- Giro d'Italia

1983: 26º

### Classiche monumento
- Milano-Sanremo

1981: 36º
- Parigi-Roubaix

1981: 48º
- Giro di Lombardia

1980: 11º

### Competizioni mondiali
- Campionati del mondo

San Cristóbal 1977 - In linea Dilettanti: 38º
Praga 1981 - In linea Professionisti: ritirato
Goodwood 1982 - In linea Professionisti: 53º